# John Parr
John Parr, född den 18 november 1952 i Nottingham, är en engelsk rocksångare och låtskrivare. 

## Biografi
Han hade haft ett par mindre hits på Billboardlistan, men hade uppmärksammats av David Foster, och de båda skrev ledmotivet till filmen St. Elmo's Fire, som hette St. Elmo's Fire (Man in Motion) och som sedan Parr sjöng in och blev nominerad till en Grammy.
Låten blev en stor hit och toppade både Billboardlistan och Trackslistan 1985, och det blev också en topp-10-hit på Englandslistan. Därefter har han knappt synts till på hitlistorna.
Han har också gjort soundtracket Restless Heart till filmen The Running Man med Arnold Schwarzenegger.